# غند
غُند (تاجیکی: Ғунд، روسی: Гунт) رودخانه‌ای است در جنوب تاجیکستان، در شمال رشته کوه شُغنان. این رود ۲۹۶ کیلومتر طول دارد و دارای مساحت حوضه ۱۳٬۷۰۰ کیلومتر مربع است. منبع آن، دریاچه یشیل‌کول، در لبه پامیر الیچور، در ارتفاع ۳۷۲۰ متری است. شهر خاروغ در محل تلاقی غند با دریای پنج (یکی از رودخانه‌های سرچشمه آمودریا که مرز بین تاجیکستان و افغانستان را تشکیل می‌دهد) واقع شده‌است. برای مناطق اطراف، منطقه ولایت خودمختار کوهستانی بدخشان را ببینید.
غند و شاخه‌ای از آن به نام شاه‌دره نیروگاه برق پامیر یک را تأمین می‌کند. جریان رودخانه بسیار فصلی است، در زمستان کم است، اما در ماه‌های ژوئیه و اوت به آب شدن برف آب آن زیاد است. پهنای رود بین ۱۰ تا ۵۰ متر و ژرفای آن تا ۱٫۵ متر متغیر است. به دلیل کوهستانی بودن، مسیر رودخانه بسیار سریع است و در برخی مواقع بیش از ۲ متر بر ثانیه سرعت دارد. بستر آن صخره‌ای و کرانه‌های آن شیب‌دار و پرشتاب است. اغلب آب رود تمام دره رودخانه را اشغال می‌کند، اما گاهی به چند مسیر تقسیم می‌شود.